# Kojsko
Kojsko je razloženo naselje na slemenu pod Svetem Križem (290 mnm) v Občini Brda.
Naselje, ki leži sredi vinogradov in sadovnjakov stari viri prvič omenjajo že v 12. stoletju. Pred prvo svetovno vojno je bilo Kojsko kulturno in gospodarsko središče Brd. Danes je Kojsko intenzivno vinogradniško območje.
Na mestu stare župnijske cerkve Marijinega vnebovzetja so v drugi polovici 18. stoletja sezidali novo baročno stavbo; od prejšne gotske cerkve je ostal, sedaj uporabljen za shrambo, poznogotski prezbiterij. Podružnična cerkev sv. Križa je del nekdanjega taborskega kompleksa; zadnji od nekdaj 4 utrjenih stolpov služi sedaj za zvonik. Cerkev je bila postavljena leta 1515, freske, ki krasijo obok pa so iz poznega 17. stoletja.